# Maître des grandes jarres

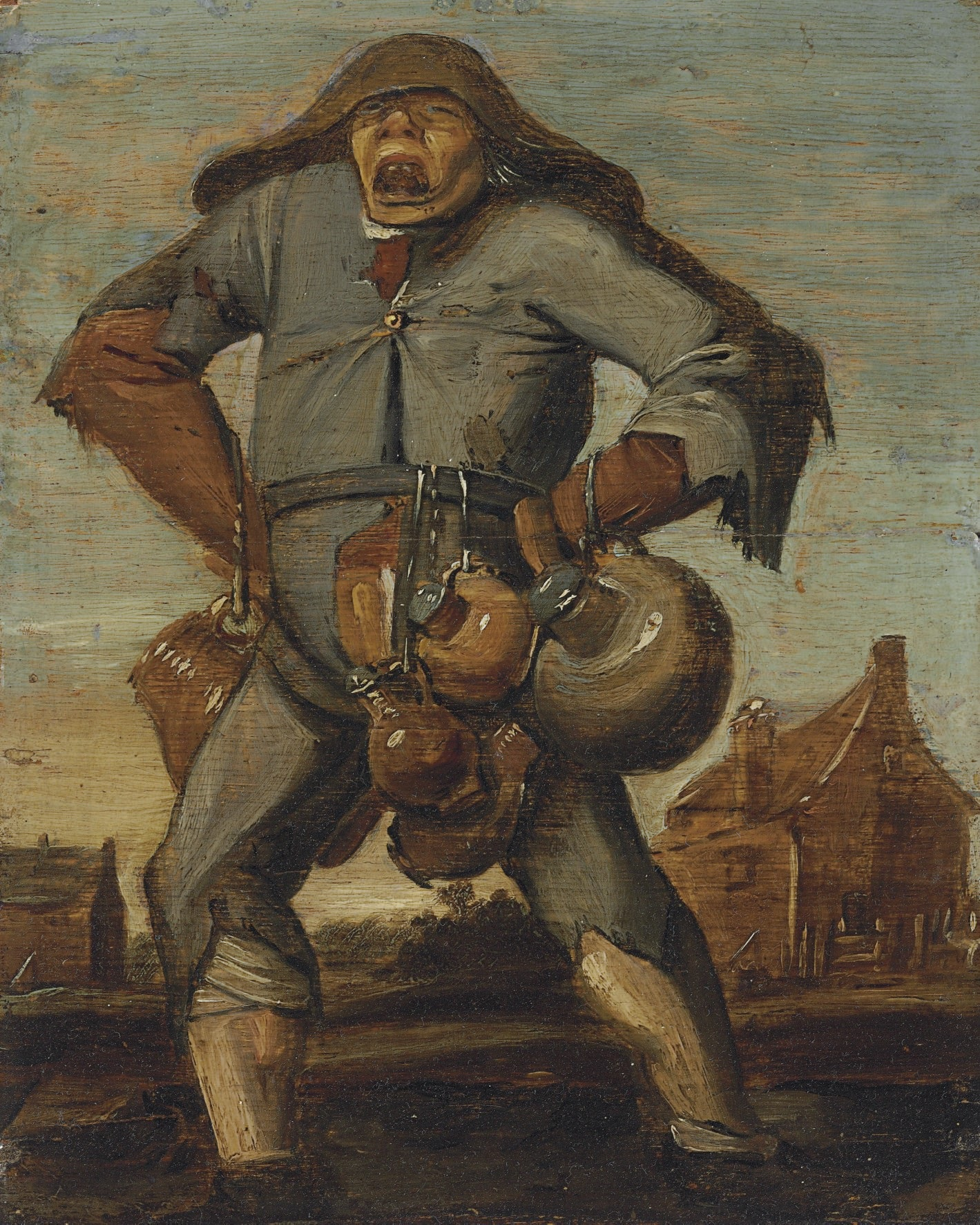
Un Paysan

Le Maître des grandes jarres (Master of the Large Jars) est un artiste-peintre non-identifié, actif au XVIIe siècle aux Pays-Bas.
Cette personnalité a été créée par l'historien d'art Gerard Knuttel dans son livre sur Adriaen Brouwer (cf. p. 29, 31, 176-78). Ses caractéristiques sont : la présence de jarres, une certaine maladresse et un géométrisation des formes.

## Œuvres attribuées
- Le Bristol Museum and Art Gallery conserve  de ce maître une Scène de taverne, vers 1635, huile sur bois 27.3 x 40.9 cm.
- Un tableau représentant Un paysan est passé en vente chez Christie's, Huile sur bois 26 x 20.

## Site externe
- Présentation du tableau de Bristol sur le site de la BBC